# علاء باريديس
علاء باريديس هي عارضة ومغنية فلبينية، ولدت في 17 أبريل 1983.